# Coupe Umbro
La coupe Umbro était une compétition de football mineure qui se tint à l'été 1995 en Angleterre. Le trophée était sponsorisé par la marque de sport Umbro qui était l'équipementier de deux équipes. 
La nation hôte, l'Angleterre, la Suède, le Japon et le Brésil participèrent à ce tournoi et les matches eurent lieu à Wembley, Elland Road, Goodison Park et City Ground.
Le match opposant l'Angleterre au Japon marqua les débuts internationaux de Gary Neville. Le match Angleterre-Suède fut le premier match à domicile que l'Angleterre jouait hors de Wembley depuis 1966.

## Matches
| 3 juin 1995 | Angleterre | 2–1 | Japon | Wembley, Londres           |
|             |            |     |       | Arbitrage : Jaap Uilenberg |

| 4 juin 1995 | Brésil | 1–0 | Suède | Villa Park, Birmingham |
|             |        |     |       | Arbitrage : Dick Jol   |

| 6 juin 1995 | Brésil | 3–0 | Japon | Goodison Park, Liverpool    |
|             |        |     |       | Arbitrage : James McCluskey |

| 8 juin 1995 | Angleterre | 3–3 | Suède | Elland Road, Leeds         |
|             |            |     |       | Arbitrage : Leslie Mottram |

| 10 juin 1995 | Suède | 2–2 | Japon | City Ground, Nottingham      |
|              |       |     |       | Arbitrage : Angelo Amendolia |

| 11 juin 1995 | Angleterre | 1–3 | Brésil | Wembley, Londres               |
|              |            |     |        | Arbitrage : Pierluigi Pairetto |

## Classement
|   | Équipes    | J | G | N | P | BP | BC | Diff. | Pts |
| - | ---------- | - | - | - | - | -- | -- | ----- | --- |
| 1 | Brésil     | 3 | 3 | 0 | 0 | 7  | 1  | +6    | 9   |
| 2 | Angleterre | 3 | 1 | 1 | 1 | 6  | 7  | -1    | 4   |
| 3 | Suède      | 3 | 0 | 2 | 1 | 5  | 6  | -1    | 2   |
| 4 | Japon      | 3 | 0 | 1 | 2 | 3  | 7  | -4    | 1   |